# Golzow (Potsdam-Mittelmark)
Golzow è un comune del Brandeburgo, in Germania.

Appartiene al circondario (Landkreis) di Potsdam-Mittelmark (targa PM) ed è parte della comunità amministrativa (Amt) di Brück.